# Raquel Maria
Raquel Maria Cabrita dos Santos mais conhecida por Raquel Maria (Castro Verde, 18 de Maio de 1946 — m. Lisboa, 26 de julho de 2006) foi uma actriz e artista plástica portuguesa.

## Biografia
Fez a instrução primária no Barreiro.
Actriz de sucesso no teatro amador, recebeu formação no Instituto Italiano de Cultura de Lisboa. Em 1973 integra o núcleo fundador do Teatro da Cornucópia, ao lado de Luís Miguel Cintra e Jorge Silva Melo, grupo que abandonou em 1987, deixando para trás êxitos como Não se Paga! Não se Paga de Dario Fo (1981) ou Páscoa de August Strindberg (1986) de entre quase trinta peças em que participou. Ingressou posteriormente no Teatro da Malaposta, participando em espectáculos como O Render dos Heróis de José Cardoso Pires ou A Estalajadeira de Carlo Goldoni.
Estreia-se no cinema em 1982, no filme de João César Monteiro, Silvestre, aparecendo no mesmo ano em A Vida é Bela?! de Luís Galvão Teles. Somava depois uma filmografia com cerca de dez títulos - Paisagem sem Barcos de Artur Semedo (1983), Os Abismos da Meia-Noite de António de Macedo (1984), O Bobo de José Álvaro de Morais (1987), Rosa Negra de Margarida Gil (1992), Terra Fria de António Campos (1993), Mal de Alberto Seixas Santos (1999), Um Tiro no Escuro de Leonel Vieira (2005).
Na televisão aparece em 1981, no telefilme de Monique Rutler, Assoa o Nariz e Porta-te Bem, seguindo-se participações em Passeio dos Alegres (1981), Festa é Festa (1982) e 1, 2, 3 (1985). A partir dos anos 90 foi presença regular em séries e sitcoms (1993 - Ora Bolas Marina, 1995 - Os Malucos do Riso, 1997 - As Aventuras do Camilo, 1999 - Companhia do Riso, 2000 - Bacalhau com Todos, 2002 - Não Há Pai).
Raquel Maria foi premiada em 1986 com o Prémio de Melhor Actriz da Associação Portuguesa de Críticos de Teatro, com a peça Páscoa, no Teatro da Cornucópia.
Faleceu na noite de 26 de Julho de 2006 com um cancro no pâncreas.

## Filmografia
- A Vida É Bela?! de Luís Galvão Teles (1981);
- Silvestre, de João César Monteiro (1981);
- Paisagem sem Barcos, de Lauro António (1983);
- Os Abismos da Meia-Noite, de António de Macedo (1983);
- O Bobo, de José Álvaro de Morais (1987);
- A Maldição de Marialva, de António de Macedo (1990);
- O Rapaz do Tambor, de Vítor Silva (1990);
- Rosa Negra, de Margarida Gil (1992);
- Terra Fria, de António Campos (1992);
- A Sombra dos Abutres, de Leonel Vieira (1998);
- Golpe de Asa, de António Borges Correia (1999);
- Mal, de Alberto Seixas Santos (1999);
- Um Tiro no Escuro, de Leonel Vieira (2005).